# David Witteveen
David Witteveen (* 5. Mai 1985 in Varese, Italien) ist ein österreichischer Fußballspieler auf der Position eines Mittelstürmers.

## Karriere

### Jugend und Amateurfußball
Witteveen begann seine aktive Karriere als Fußballspieler im Jahre 1991 beim ATSV Mattighofen in der Stadt Mattighofen im oberösterreichischen Innviertel. Nach einigen Jahren in den Jugendmannschaften wechselte er 1995 zum SV Spittal/Drau, wo er zuerst in den Jugendmannschaften des Vereins aktiv war und später zu einigen Spielen in der Amateurmannschaft des Vereines in der drittklassigen Regionalliga Mitte kam. Bis 2006 blieb er dem Verein treu und begann danach seine Karriere als Profifußballspieler.
Eine einzige Ausnahme barg die Saison 2002/03, als Witteveen ins Heimatland seiner Mutter nach Kärnten zum SV Lendorf im Bezirk Spittal an der Drau verliehen wurde.

### Vereinskarriere
2006 wechselte er ins Bundesland Salzburg, wo er bei der zweiten Mannschaft des FC Red Bull Salzburg, den Red Bull Juniors zu seinen ersten Profieinsätzen in der zweitklassigen Ersten Liga kam. Sein Profidebüt gab er dabei am 31. Juli 2007 beim 2:1-Auswärtssieg über den FC Gratkorn, bei dem er die gesamte Spieldauer auf dem Platz stand und beide Torvorlagen für sein Team gab. Die Saison 2007/08 verlief im Großen und Ganzen wirklich gut für den Mittelstürmer, so kam er bei 25 absolvierten Ligaeinsätzen
auf sieben Treffer und drei Assists. Außerdem war in der gesamten Saison für drei Spiele gesperrt; das erste Mal wegen einer Gelbsperre im Dezember 2007. Das zweite Mal wurde er wegen einer roten Karte im März 2008 für zwei Meisterschaftspartien gesperrt. In einem Interview in der Winterpause der Saison 2007/08 meinte Witteveen, dass er Salzburg verlassen müsse, wenn er fußballerisch weiterkommen wolle.
In der Sommerpause vor der Saison 2008/09 wechselte er zum Kooperationsverein Wolfsberger AC und SK St. Andrä (kurz WAC/St. Andrä) in die Regionalliga Mitte. Beim Kärntner Verein zählte er in jener Saison zu den Stammspielern, wobei er in 28 von 30 Ligaspielen zum Einsatz kam und dabei in 27 Partien die volle Spieldauer auf dem Platz stand. Am Ende der Saison teilte er sich zusammen mit Harald Feichter und Patrick Hierzer den zweiten Platz in der Torschützenliste der Regionalliga Mitte. Allesamt mussten sich dem deutschen Robert Lenz geschlagen geben, der mit 20 Toren, fast unerreichbar, wie auch schon in der Saison 2006/07, Torschützenkönig wurde.
Nach einem einwöchigen Probetraining beim schottischen Fußballklub Heart of Midlothian in Deutschland, unterschrieb Witteveen, dessen größter Traum es immer schon war, als Fußballprofi im Ausland tätig zu sein, am 16. Juli 2009 einen Zweijahresvertrag beim schottischen Tabellendritten. Der Trainer der Schotten, der Ungar Csaba László, war recht angetan vom jungen österreichischen Stürmer.

„Er ist stark, hat einen guten Körper und einen guten Schuss. Aber er muss auch noch etwas lernen.“

Sein Debüt in der höchsten schottischen Spielklasse gab Witteveen am 17. August 2009 in der ersten Runde der Saison 2009/10 bei der 0:2-Auswärtsniederlage gegen Dundee United. Er spielte bis zur 55. Spielminute und wurde danach durch Ian Black, einen Mittelfeldspieler, ausgewechselt. Bereits bei seinem zweiten Ligaeinsatz, bei dem er von Beginn an auf dem Platz stand, erzielte er seinen ersten Treffer für den schottischen Verein. Im Spiel gegen die Glasgow Rangers schoss er in der 31. Minuten den 1:0-Führungstreffer, als die Rangers nach dem Platzverweis von Kevin Thomson in Minute 13 mit 10 Spielern auf dem Platz standen. Am Ende gewann der schottische Rekordmeister dennoch mit 2:1.
In seiner Schottlandzeit spielte Witteveen leihweise zudem bei Greenock Morton und dem FC Dundee sowie bei Stirling Albion, wo er verpflichtet wurde. 2011 kehrte er nach Österreich zurück und spielte kurzfristig beim FC Lustenau 07. 2012 wechselte er ligaintern zum SV Grödig, wo er am Ende der Saison 2012/13 Meister in der zweithöchsten österreichischen Spielklasse werden konnte und somit Aufsteiger in die Bundesliga war, wobei der Stürmer mit 17 Toren maßgeblichen Anteil daran hatte. Nach dem Aufstieg verließ er Grödig und wechselte zum zukünftigen Ligakonkurrenten SC Wiener Neustadt. 2014 wechselte er zum Zweitligisten Kapfenberger SV. Im Sommer 2015 wechselte er zum Amateurklub SC Ritzing.

## Privates
David Witteveen wurde als Sohn eines Niederländers und einer Kärntnerin geboren. Sein Vater Jan war selbst einige Jahre Präsident des Jugendvereins seines Sohnes, dem SV Spittal an der Drau. Gleichzeitig war er langjähriger Rennleiter des italienischen Motorradherstellers Aprilia.
Weiters besuchte David Witteveen mit dem Skispringer Thomas Morgenstern die gleiche Klasse am BORG Spittal/Drau.

## Erfolge
- 1 × Meister Erste Liga: 2013
- 1 × Meister Regionalliga West: 2007
- 1 × ÖFB-Cup Halbfinalist: 2007
- 1 × Torschützenkönig Regionalliga Ost: 2017